# Mazalica
Mazalica je dio stroja ili mehanizma kojim se osigurava podmazivanje kliznih ležaja ili površina i tako smanjuje njihovo trenje i trošenje (habanje). Podmazivanje se provodi u redovitim vremenskim razmacima ili neprestano (kontinuirano), propuštanjem određenih količina maziva (ulja ili masti) na kliznu površinu. Količinom (intenzitetom) podmazivanja upravlja se ručno ili automatski.

## Mazalice za podmazivanje mašću
Mazalice za podmazivanje mašću koriste se samo za podmazivanje manje opterećenih kliznih površina, kod kojih primjena složenijih sustava ne bi bila isplativa (racionalna). To su obično cilindrični spremnici manjeg obujma (volumena) u koje se stavlja mast. Ona se povremeno ručno istiskuje zavrtanjem poklopca, ili pak pod pritiskom pera samostalno izlazi na kliznu površinu kroz provrt na drugoj strani mazalice (takozvana Staufferova mazalica). 

## Mazalice za podmazivanje uljem
Mazalice za podmazivanje uljem složenije su izvedbe. Imaju jedan ili više staklenih ili metalnih spremnika s uljem, koje se do kliznih površina, slobodnim padom ili pod tlakom, razvodi cijevima. Kod takvih se mazalica mazivo uglavnom dostavlja (dozira) automatski, u određenim vremenskim razmacima i količinama. Kod nekih strojeva postoje središnje mazalice s onolikim brojem spremnika koliko ima mjestâ za podmazivanje. Pogon obično dobivaju od samoga stroja, preko sustava poluga, lanaca, klinastoga remenja ili slično. Na taj se način njihov rad usklađuje s radom stroja, pa se promjenom njegova broja okretaja, mijenja i dobava maziva. 

### Mazalica ili zauljivač za pneumatiku
Mazalica, uljilo ili zauljivač treba ulje raspršiti u finu maglu u struji zraka. Za ubrizgavanje ulja koristi se princip ejektora. Za postizanje fine magle (sitne kapi) potrebna je posebna konstrukcija.
Glavna struja zraka prolazi kroz ejektor stvarajući podtlak (Venturijeva cijev) kojim se ulje podiže kroz cjevčicu. Prigušnim vijkom podesi se da to ulje polagano kapa u gornju komoru. Pneumatski uređaji su tvornički podmazani (90% trajnosti u radu bez zauljivanja zraka). Ako se jednom započne sa zauljivanjem zraka, tvorničko podmazivanje se naruši (odnese), pa se zauljivanje više ne smije obustaviti. Zauljivanje zraka nužno je za motore velikog promjera ili velike brzine rada.
Obični zauljivači nisu prikladni za podmazivanje pneumatskih sustava jer je potrebna smjesa najfinijih čestica uljne magle raspršenih u stlačenom zraku. Takvu finu uljnu maglu daju mikrozauljivači. Regulacija kapi ulja obavlja se preko regulacijskog vijka, a promatranje se vrši kroz kontrolnu kapu kapalice. Zauljivač se obavezno ugrađuje u paru s odgovarajućim filtrom. Za zauljivanje se koriste rijetka mineralna ulja viskoznosti od 10 do 50 mm2/s pri 20 ˚C otporna na koroziju i oksidaciju.